# Alice Goodall
Alice Goodall (3 ottobre 2001) è una mezzofondista britannica.

## Palmarès
| Anno | Manifestazione    | Sede     | Evento         | Risultato | Prestazione | Note |
| ---- | ----------------- | -------- | -------------- | --------- | ----------- | ---- |
| 2022 | Europei di cross  | Torino   | Corsa U23      | 13ª       | 21'02"      |      |
| 2022 | Europei di cross  | Torino   | A squadre      | Oro       | 10 p.       |      |
| 2023 | Europei U23       | Espoo    | 10000 m piani  | Oro       | 33'16"45    |      |
| 2024 | Mondiali di cross | Belgrado | Corsa seniores | 64ª       | 36'53"      |      |

## Campionati nazionali
2018
- Argento ai campionati scozzesi di corsa campestre, cross corto - 11'09"

2022
- 4ª ai campionati scozzesi di corsa campestre, cross corto - 13'05"

2023
- Argento ai campionati scozzesi di corsa campestre - 37'23"
- Oro ai campionati scozzesi di corsa campestre, cross corto - 14'02"

2024
- Oro ai campionati scozzesi di corsa campestre - 36'03"

## Altre competizioni internazionali
2023
- 18ª al Cardiff Cross Challenge ( Cardiff) - 22'38"

2024
- Argento ai Mondiali universitari di corsa campestre ( Mascate) - 34'14"
- 24ª alla 10K Valencia Ibercaja ( Valencia) - 32'08"